# Gonomyia naiadifera
Gonomyia naiadifera är en tvåvingeart som beskrevs av Edwards 1927. Gonomyia naiadifera ingår i släktet Gonomyia och familjen småharkrankar.
Artens utbredningsområde är Vanuatu. Inga underarter finns listade i Catalogue of Life.